# Ludwig Freiwald
Ludwig Freiwald (* 3. Juni 1898 in Uebigau; † nach 1945 vermisst) war ein deutscher Schriftsteller und NS-Propagandist.

## Leben
Freiwald wurde 1898 in der südbrandenburgischen Kleinstadt Uebigau geboren und lebte später in Jessen. Bereits 1922 trat er der NSDAP bei und betrieb NS-Propaganda. Der neu gegründeten Partei schloss er sich sogleich wieder zum 26. März 1925 an (Mitgliedsnummer 726), wurde aber offenbar Dezember 1932 ausgeschlossen.
Nach Kriegsende wurden mehrere seiner Schriften in der Sowjetischen Besatzungszone auf die Liste der auszusondernden Literatur gesetzt.

## Schriften
- Die verratene Flotte. J. F. Lehmanns-Verlag, München 1931.
- U-Boots-Maschinist Fritz Kasten. J. F. Lehmanns-Verlag, München 1933.
- Der Weg der braunen Kämpfer. J. F. Lehmanns-Verlag, München 1934.
- Schlachtkreuzer im Nebel. J. F. Lehmanns-Verlag, München 1934.
- Der Bund. 1938.